# Château de Tigné
Le château de Tigné est un château du XVe siècle, remanié au XIXe siècle et associé à un domaine viticole de 100 hectares dans le vignoble de la vallée de la Loire, à Tigné en Anjou. Il est la propriété de l'acteur viticulteur Gérard Depardieu depuis 1989.

## Localisation
Le château est construit à mi-chemin d'Angers et de Saumur, au cœur de la région historique de l'Anjou, sur un emplacement stratégique sur plusieurs routes qui allaient vers l’Anjou et le Poitou.

## Historique
Situé sur un point de passage entre l'Anjou et le Poitou, le château est au Moyen Âge le centre d'une châtellenie relevant du château de Saumur. Le château de Tigné possède alors des droits de haute-justice sur les paroisses de Tigné, Cernusson, Montilliers et Tancoigné. Le fief de Tigné donne son nom à la famille propriétaire, Tigné, dont le blasonnement est d'argent à la croix pattée et gironnée de sable et de gueules l'un dans l'autre.
Au XVIe siècle, lors des guerres de Religion, Jacques de Beauvau-Tigné prend le parti de la Réforme protestante. Le 13 octobre 1595, le capitaine ligueur Des Esves surprend le château avec ses troupes, fait prisonnier Jacques de Beauvau-Tigné et se retranche dans le château qu'il fortifie. Le gouverneur de Saumur, Duplessis-Mornay, demande l'aide du comte de La Rochepot, gouverneur d'Anjou et assiège le château. Ses troupes comportent cinq canons, ainsi que le comte de Montsoreau et Donadieu de Puycharic. En plus de ses troupes, il fait venir un millier d'arquebusiers, anciennement engagés dans la Ligue, qui pillent les alentours pendant 12 jours. Un premier traité échoue, et le 5 décembre, Duplessis-Mornay autorise les assiégés à sortir avec leurs armes et bagages. On commence à démanteler le château, mais les travaux sont interrompus. Le donjon seigneurial, resté intact, accueille en 1598 le roi Henri IV qui vient y coucher après être venu de Gonnord.
En 1620, la terre et le château, propriété de la famille de Beauvau, sont saisis et adjugés judiciairement à Claude d'Aubigné. En janvier 1632, il héberge une troupe de gentilshommes. Ces derniers décident d'aider Claude d'Aubigné à marier son fils à la fille d'Urbain de Maillé, Urbaine de Maillé. Ils l'enlèvent, alors qu'elle est âgée de 13 ou 14 ans. Les gardes venus au nom du roi sommer Claude de libérer la jeune prisonnière sont accueillis à coups de fusil. Le gouverneur d'Anjou Martin du Bellay assiège le château pendant deux mois avant de réussir à se faire remettre la prisonnière le 15 mars.

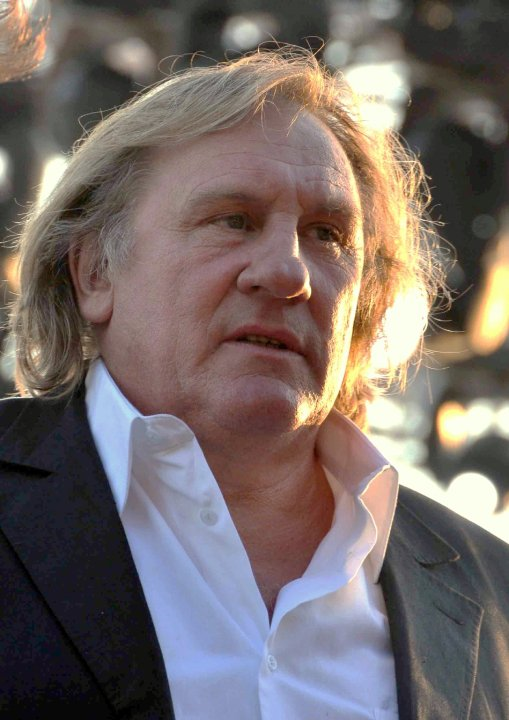
L'acteur viticulteur Gérard Depardieu en 2010.

Le dernier seigneur de Tigné, Hippolyte-Jean-René de Toulongeon, émigre à la Révolution. Le château est incendié en 1794. Le château est vendu à un banquier d'Angers, M.. Rogeron. Il le revend en 1826 au notaire de Tigné, Gendron. Sa fille épouse Pierre Péton, conseiller général de Maine-et-Loire. En 1830, on détruit deux tours et le portail d'entrée. En 1860, le château est restauré par l'architecte Ernest François Dainville dans un style néogothique, avec les cinq tours et l'échauguette restantes du château d'origine.
Propriété au début du XXe siècle de Joseph-Henri Péton, maire de Saumur, ce dernier est ruiné par l'invasion du phylloxéra en France. Le domaine est vendu en 1919 à la famille Lalanne. En 1989, le château et son domaine sont achetés par l'acteur Gérard Depardieu qui y exploite alors son premier vignoble.
Le 4 juin 1994, lors de la fête des vins rosés, une rue qui longe le château a été nommée Jean-Carmet, acteur et ami de Gérard Depardieu, décédé quelques mois plus tôt.
En février 2011, l'acteur y tourne dans un court-métrage, Grenouille d'hiver, récompensé d'un Ours d'or en 2012 au Festival des Nations d'Ebensee et du prix du public au festival City of Lights, City of Angels de 2012 à Los Angeles.

## Exploitation viticole
Gérard Depardieu, associé avec son ami et maître de chais Dominique Polleau, exploite ce domaine viticole de 100 hectares (de cabernet franc et du sauvignon). Le domaine est érigé en SCEA en 1989. L'acteur y investit 10 millions de francs en 10 ans pour l'achat du matériel et la rémunération des employés. Il achète également de nouveaux terrains, quadruplant la superficie du domaine. En 1999, le domaine produit 250 000 bouteilles pour un chiffre d'affaires estimé à 10 millions de francs par an. En 2005, la production annuelle est de 400 000 bouteilles par an. Les vins sont destinés à la grande distribution et à l'exportation.
Le domaine produit cinq types de vins rouges dont de l'Anjou Rouge AOC, deux types de rosés AOC (Cabernet d'Anjou et Rosé d'Anjou) et six types de vins blancs dont du Coteaux-du-layon.

## Architecture
Le château actuel date du XVe siècle, fortement remanié au XIXe siècle. Deux tours sur les cinq d'origine subsistent toujours : le « donjon », qui possède une chapelle dédiée à Saint-Jacques, et la tour dite « du trésor ». Des vestiges de la double enceinte sont encore visibles. Le corps de logis néogothique est construit en 1860, rattaché à l'ancien donjon médiéval.

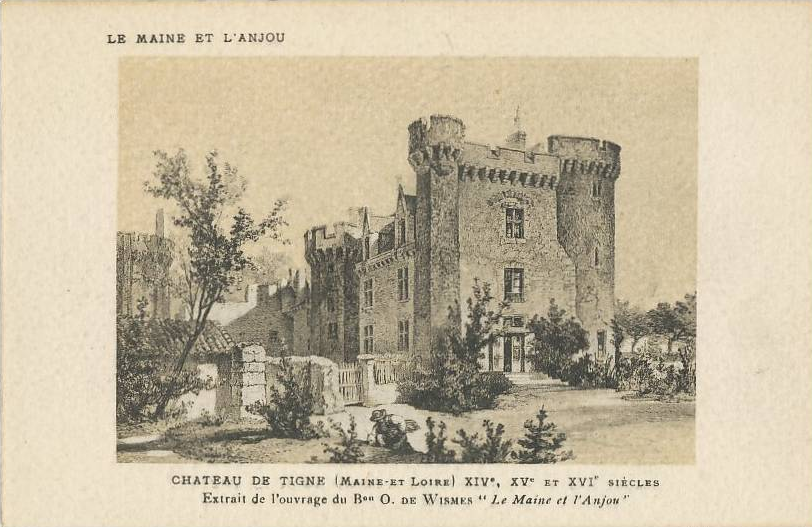
Dessin du château vers 1860.
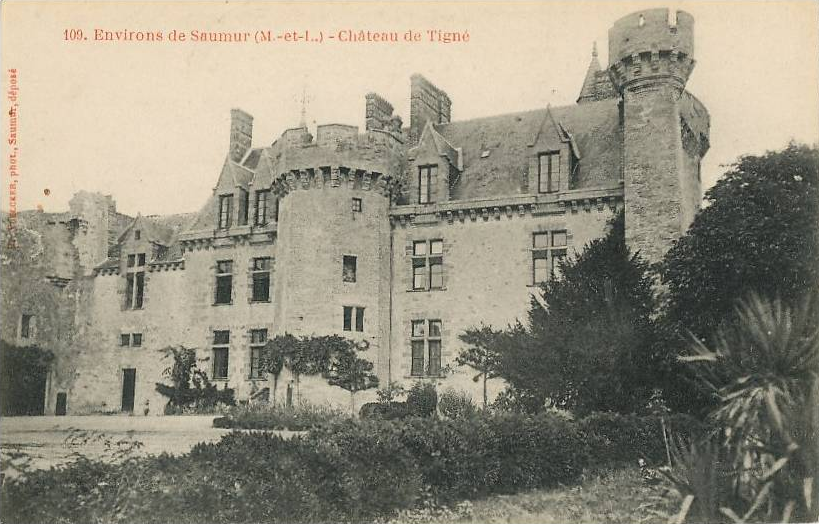
Façade ouest vers 1910.